# Raoul Combes
Raoul Pierre Émile Combes (Castelfranc, 15 de enero de 1883-París, 27 de febrero de 1964) fue un botánico francés.

## Biografía
Estudió en Clermont, y luego en la "Escuela Superior de Farmacia", de París (1900-1907) y en la Faculté des sciences de Paris; obteniendo su licencia en Ciencias naturales (1908) y su doctorado dos años más tarde. Se casó con Marguerite Bonnier, hija del botánico Gaston Bonnier (1853-1922).
En 1907 fue ayudante de cátedra, en la Facultad de Ciencias de París. En 1912, fue profesor de botánica aplicada en el "Instituto Nacional de Agronomía Colonial", y en la École nationale d'horticulture. En 1919, regresó a la Facultad de Ciencias, como preparador (1919), encargado de las funciones de profesor 1920, jefe de trabajos prácticos (1921), profesor ordinario (1931), profesor sin cátedra (1932). Sucedió a Marin Molliard en la cátedra de Fisiología vegetal. Dirigió el Laboratorio de Biología vegetal de Fontainebleau (1937), en la École pratique des hautes études (1937); y enseñó en la Escuela Normal de Saint-Cloud (1937). Se volvió a casar en 1962.

## Reconocimientos
Combes fue miembro de diversas sociedades científicas:
- Société de biologie 1932
- Société botanique de France 1933
- Académie de pharmacie
- Académie des sciences 1948
- Académie d'agriculture 1949
- Académie des sciences d'outre-mer 1953

## Algunas publicaciones
- 1910 . Détermination des intensités lumineuses optima pour les végétaux aux divers stades du développement, Masson (Paris) : 254 pp.
- 1927 . La Vie de la cellule végétale, Armand Colin (Paris) : 216 pp.
- 1929 . La Vie de la cellule végétale. T. II, Les Enclaves de la matière vivante, Armand Colin (Paris) : 220 pp.
- 1933 . Histoire de la biologie végétale en France, Félix Alcan (Paris) : 172 pp.
- 1946 . La Forme des végétaux et le milieu, Armand Colin (Paris) : 222 pp.
- 1948 . La Physiologie végétale, PUF (Paris), colección Que sais-je? : 128 pp. reeditado en 1959